# ایلکر کاللی
ایلکر کان کاللی (به زبان ترکی استانبولی : İlker Kaan Kaleli) - (زاده ١١ مهٔ ١٩٨۴) بازیگر آلمانی-ترک است که برای بازی در مجموعه تلویزیونی پویراز کارایل جایزه بهترین پروانه طلایی در سال ٢٠١۶ را دریافت کرده است. مادر او آلمانی-ترک است. پدر او کُردتبار و اهل وان است.